# 三氯氮化钼
三氯氮化钼是一种无机化合物，化学式为MoNCl3，它可以以三斜晶系P1空间群结晶，分子中含Mo≡N键。

## 制备与反应
三氯氮化钼可由六羰基钼和三氯化氮在四氯化碳溶液中反应制得。
它和三氯化三硫杂均三嗪反应，可以得到[MoCl3(N3S2)]2。